# Cyphonocerus inelegans
Cyphonocerus inelegans is een keversoort uit de familie glimwormen (Lampyridae). De wetenschappelijke naam van de soort is voor het eerst geldig gepubliceerd in 1967 door Nakane.